# Castillo de Guardias Viejas
El castillo de Guardias Viejas está situado en la localidad de Balerma, aunque más próximo al núcleo de Guardias Viejas, dentro del municipio de El Ejido, en Almería (Andalucía, España). Es una batería costera erigida en el siglo XVIII, sobre una superficie rocosa de poca altura, cercana al mar Mediterráneo.
Propiedad de la Junta de Andalucía, el ayuntamiento de El Ejido ha llevado a cabo tareas de rehabilitación del edificio, que alberga una exposición permanente de ropas y armas de la época napoleónica. Fue restaurado en 1980. Años después, en 1985, el monumento fue declarado Bien de Interés Cultural. El castillo es una de las cinco fortificaciones que se encuentran actualmente en el municipio, junto a la Torre de Cerro Moriscas, la Torre Cuadrada, la Torre de los Bajos y la Torre de Balerma.
En los años 2000, su recinto ha albergado eventos musicales como el Natural Music Festival y el festival Creamfields Andalucía.

## Historia
En 1764, durante el reinado de Carlos III de España, el monarca promulga un reglamento con fines de crear un dispositivo costero defensivo, que proteja de los corsarios.
José Crame, ingeniero militar del Reino de Granada, se encarga de la proyección de varias edificaciones en la zona con tal fin, muy similares al Castillo de Guardias Viejas, como el Castillo de San Felipe en la localidad nijareña de Los Escullos. La fortificación comienza a ser construida en torno al año 1769, pero durante la Guerra de la independencia española —entre 1808 y 1814— es destruida por el ejército inglés, para evitar su uso por parte de tropas francesas, por lo que tuvo que ser reconstruida en 1817.
Dada su vocación defensiva, la guarnición de caballería debía encargarse del patrullaje del espacio costero situado entre el accidente geográfico Punta del Sabinar y la localidad cercana de Balanegra. Para defender el litoral de Guardias Viejas, los ataques desde el castillo se dirigían hacia el este; el despliegue de proyectiles se cruzaba con el de la Torre de Balerma, al oeste.

## Características

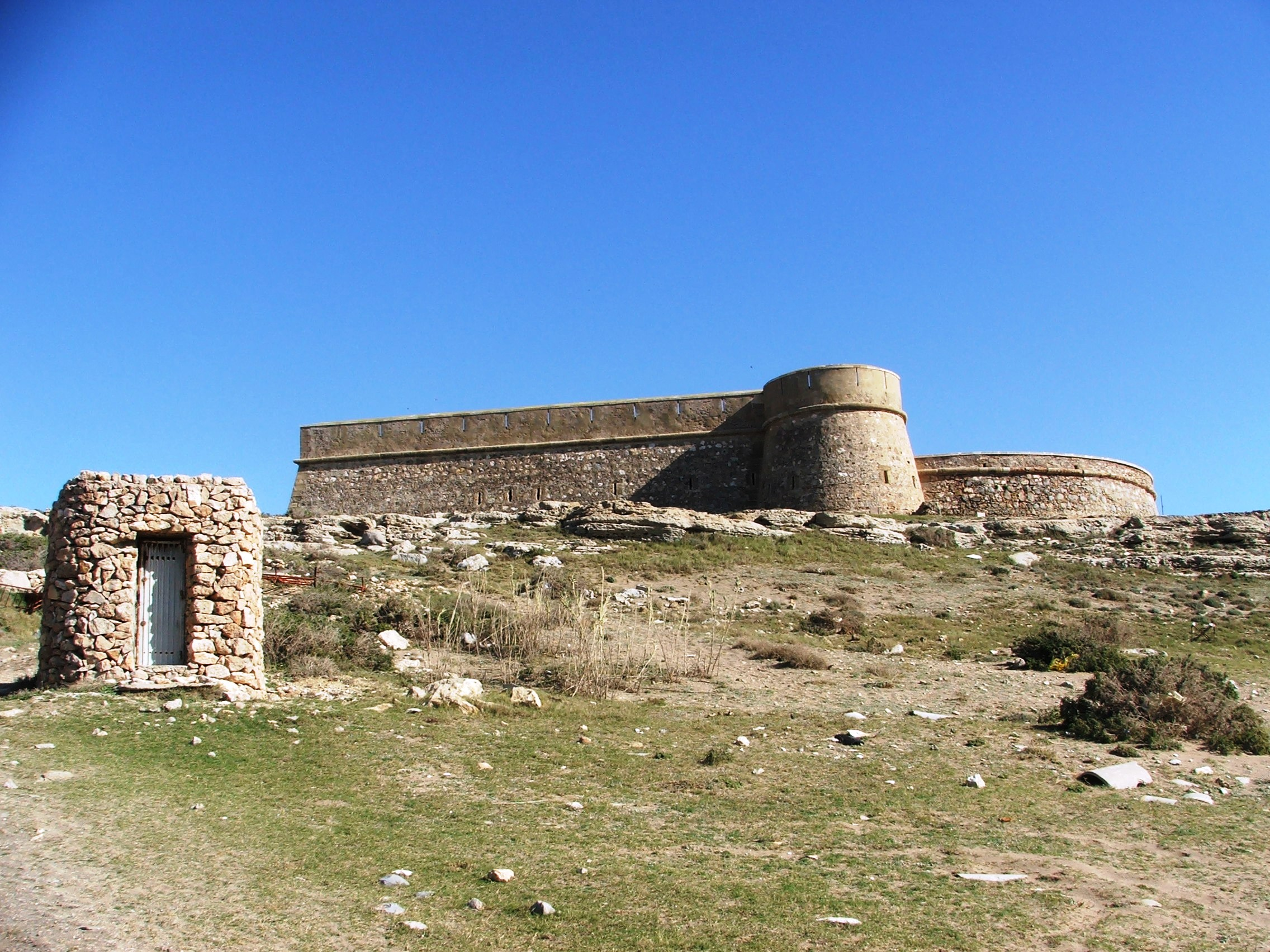
Vista de la batería semicircular hacia el mar y torreón, desde su lado occidental.

Un foso, sobre el que se alzaba un puente levadizo, había de ser superado para llegar a la entrada principal del castillo. 
La construcción, de planta cuadrangular, se disponía en torno a un patio de armas. Desde allí podía accederse a las amplias dependencias del interior con bóvedas de medio cañón: un cuartel de infantería, otro de caballería, además de cuadras y un almacén de pólvora; una capilla y el espacio donde el capellán habitaba completaban las dependencias interiores. Para llegar al terrado, había que utilizar unas escaleras situadas en el patio de armas. A los cuatro cañones, en la batería semicircular, de 24 libras cada uno, se llegaba tras superar una rampa.